# Martin Christoph Redel

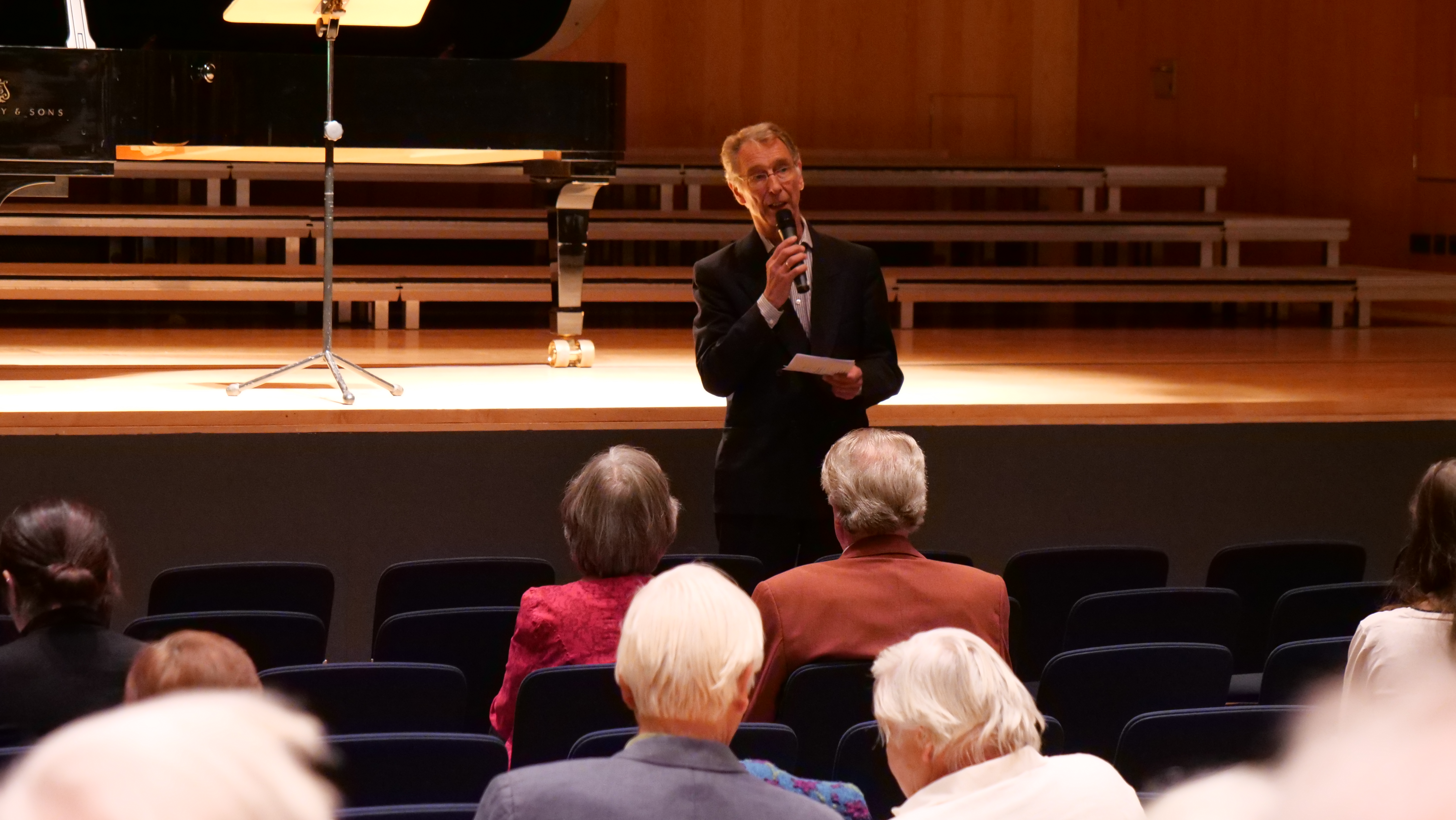
Martin Christoph Redel bei einem vom Alumni-Verein der HfM Detmold organisierten Benefizkonzert (2018)

Martin Christoph Redel (* 30. Januar 1947) ist ein deutscher Komponist, Musiktheoretiker, Schlagzeuger und Hochschullehrer.

## Leben
Martin Christoph Redel wurde am 30. Januar 1947 als Sohn des Flötisten Kurt Redel und der Pianistin Erika Redel-Seidler in Detmold geboren. Er studierte an der Nordwestdeutschen Musikakademie (heute: Hochschule für Musik Detmold) Schlagzeug bei Friedrich Scherz sowie Komposition bei Rudolf Kelterborn, Giselher Klebe und Johannes Driessler. Anschließend setzte er seine Studien an der Hochschule für Musik, Theater und Medien Hannover bei Isang Yun fort. 1971 wurde er Dozent für Musiktheorie und Gehörbildung an der Hochschule für Musik Detmold, 1979 erfolgte die Ernennung zum Professor für Kompositionslehre und Redel leitete die Detmolder Hochschule von 1993 bis 2001 als Rektor. In dieser Funktion war er auch Vorsitzender der Rektorenkonferenz der Musikhochschulen Deutschlands und Vizepräsident der Association Européen des Conservatoires, Académies de Musique et Musikhochschulen (AEC). Von 1992 bis 2004 war Redel Präsident der Jeunesses Musicales Deutschlands, die ihn anschließend zu ihrem Ehrenvorsitzenden ernannte und in deren Auftrag er mehr als 40 Jahre die Kompositionskurse für Jugendliche auf Schloß Weikersheim leitete.
Seine Werke wurden u. a. interpretiert von Solisten wie Wolfgang Boettcher, Jörg Brückner, Rudolf Buchbinder, Thomas Christian, Karl Leister, Diemut Poppen, Thomas Quasthoff, Kurt Redel, Gerhild Romberger, Hansjörg Schellenberger, Hariolf Schlichtig, Wen-Sinn Yang oder Karlheinz Zöller.
Dirigenten wie Peter Eötvös, Matthias Foremny, Karel Husa, Christoph Poppen, Stanislaw Skrowaczewski, Hans Stadlmair, Horst Stein, Michel Tabachnik, Räto Tschupp, Gilbert Varga oder Jörg-Peter Weigle (u. a. m.) leiteten Aufführungen Redelscher Werke. Dies u. a. mit den Bamberger Symphonikern, den Sinfonieorchestern des Bayerischen, Mitteldeutschen und Norddeutschen, Rundfunks, dem SWR Symphonieorchester, dem Radioorchester Basel, den Staatstheaterorchestern Wiesbaden und Darmstadt, dem Nationaltheaterorchester Mannheim, dem Gürzenich-Orchester Köln sowie (u. a.) den Kammerorchestern aus München, Heilbronn, Stuttgart, Pforzheim, Detmold. Kammermusik- und Kammerensembles wie das „ars nova ensemble“ (Nürnberg), Brandis-Quartett, „das neue werk“ (Hamburg), Ensemble Horizonte (Detmold), Ensemble Slavko Osterc (Ljubljana), Scharoun-Ensemble (Berlin), The Boston Musica Viva (Boston) oder Trio Jean Paul spielten Ur- und Erstaufführungen.
Portraitkonzerte und Lectures führten ihn an die Musikhochschulen in Bremen, Dresden, Lübeck, München und Saarbrücken, die Carl von Ossietzky-Universität Oldenburg, die Musikhochschulen in Łodz und Wrozław (Polen), das Birmingham Conservatoireof Music (UK), die Escola Superior de Música de Lisboa (Portugal), die Pontifica Universidad Católica de Chile (Santiago de Chile), die Sangmyung University in Seoul (Korea) sowie das Music Department des Colorado College in Colorado Springs (USA).
Als Komponist gewann Martin Christoph Redel früh nationale und internationale Anerkennung. Sein Werkverzeichnis umfasst derzeit (2022) 102 Opera (Orchesterwerke, Kammermusik, Solowerke für diverse Instrumente und Vokalmusik). Auch als Schlagzeuger trat er hervor.

## Auszeichnungen
- 1971: Annette-von-Droste-Hülshoff-Preis des Landschaftsverbandes Westfalen-Lippe
- 1972: Förderpreis des Landes Nordrhein-Westfalen für Musik
- 1972: Förderungspreis der Landeshauptstadt Stuttgart (Dispersion für Kammerensemble)
- 1973: Förderungspreis für junge Künstler des Landes Nordrhein-Westfalen
- 1977: Förderungspreis des Kompositionspreises der Walter-Kaminski-Gedächtnis-Stiftung (Streichquartett II)
- 1977: Förderpreis der Stadt Mannheim für junge Künstler (zugleich mit Wolfgang Rihm)
- 1977: Spezialpreis der Musikkritik beim „Rassegna Internazionale Gino Marinuzzi per Giovani Compositori“ in San Remo/Italien (Strophen für Orchester)
- 1978: Kompositionspreis der „Sommerlichen Musiktage Hitzacker“ (Streichquartett II)
- 1978: Förderpreis des Kulturpreis Schlesien des Landes Niedersachsen
- 1978: "Mention d’Honneur" beim Prix Arthur Honegger, Paris (Streichquartett II)
- 2008: Menzione speciale beim 6° Concorso Internazionale di composizione „Romualdo Marenco“, Novi Ligure/Italien (Sonnet pour cornet)
- 2010: Menzione speciale beim 8° Concorso Internazionale di Composizione „Romualdo Marenco“, Novi Ligure/Italien (Maskerade für Altsaxophon solo)
- 2014: 1. Preis beim 12° Concorso Internazionale di composizione „Romualdo Marenco“, Novi Ligure/Italien (TrombOnly. Solo für Tenorposaune)
- 2019: 2. Preis beim Kompositionswettbewerb der XX. Weimarer Frühjahrstage für zeitgenössische Musik (Disput für Horn und Orchester). Ein erster Preis wurde nicht vergeben.
- 2020: Mullord Award (2. Preis) beim Internationalen Kompositionswettbewerb des Álvarez Camber Orchestra (London) für „Ferne Nähe – Requiem für Streichorchester“ op. 91 (2017/18)
- 2022: Mobilis Quartet Ensemble Prize beim 21. Internationalen Gustav Mahler Kompositionspreis 2022 (Klagenfurt/Österreich) für „Saxollage“ - Quartet for saxophones op.94 (2019)[2]